# ایروین آلن
ایروین آلن (انگلیسی: Irwin Allen؛ ۱۲ ژوئن ۱۹۱۶ – ۲ نوامبر ۱۹۹۱) یک کارگردان، تهیه‌کننده، و فیلم‌نامه‌نویس اهل ایالات متحده آمریکا بود.
از فیلم‌ها یا مجموعه‌های تلویزیونی که وی در آن‌ها نقش داشته است می‌توان به فیلم‌های سفر به قعر دریا، ماجرای پوزیدون و آسمانخراش جهنمی و همچنین سریال‌های گمشده در فضا، سرزمین غول‌پیکران و سفر به قعر دریا اشاره نمود.